# Anita Curtis
Anita Curtis (Royston, 28 settembre 1957) è un'ex cestista inglese.

## Carriera
Con l'Inghilterra ha disputato i Campionati europei del 1980.